# João I, Duque da Bretanha
João I (1217 - Marzan, 8 de outubro de 1286), cognominado o Ruivo (em francês: Jean le Roux), foi duque da Bretanha, conde de Penthièvre e de Richmond, visconde de Gourin e senhor de Pontarcy, de Brie-Comte-Robert, da Fère-en-Tardenois, de Muzillac, de Hédé, de Hennedon-le-Viel, de Léon e da Roche-Derrien.

## Biografia
Era o filho primogênito de Pedro I e de Alice, duques da Bretanha. Com a morte desta, em 1221, tornou-se o sucessor legítimo da Bretanha. Todavia, contando apenas com quatro anos de idade, seu pai continuou a reger o ducado em seu nome.
Em 1236, casou-se com a infanta Branca de Navarra, filha primogênita do rei Teobaldo I de Navarra, o qual fez de João seu herdeiro mesmo se ele tivesse um filho homem. No ano seguinte, João sucedeu ao pai como duque da Bretanha. Tal como seu antecessor, ele tentou limitar o poder temporal do clero e foi excomungado, depois do que, viajou a Roma para ser absolvido.
Em 1254, João abdicou de seus direitos ao trono de Navarra em favor de seu cunhado, Teobaldo V de Champagne, em troca de uma anuidade de 3 000 libras.
O rei Henrique III da Inglaterra lhe restaurou o condado de Richmond, o qual confiscara de Pedro I, em 1235, em Wooodstock, em 15 de julho de 1268, mas ele o cedeu imediatamente a seu filho primogênito.
Em 1270, com sua esposa e seu filho mais velho, acompanhou o rei Luís IX da França na Oitava Cruzada para a Tunísia.
João I faleceu em Châteu de l'Isle, Férel, Morbihan, aos 71 anos.

## Descendência
João e Branca tiveram oito filhos, dos quais apenas três atingiram a maturidade:
- João (4 de janeiro de 1239 - 18 de novembro de 1305), conde de Richmond e duque da Bretanha;
- Pedro (Châteaulin, Finistère, 2 de abril de 1241 - Paris, 19 de abril de 1268), senhor de Dinan, de Léon, de Hédé, de Hennebont e da Roche-Derrien;
- Alice (Castelo de Sucinio, Sarzeau, Morbihan, 6 de junho de 1243 - 2 de agosto de 1288), esposa de João I de Châtillon, conde de Blois.
- Teobaldo (23 de julho de 1245 - 23 de outubro de 1246), cujo corpo foi sepultado na Igreja abacial de Saint-Gildas-de-Rhuys;
- Teobaldo (10 de novembro de 1247), morto jovem, sendo seu corpo sepultado na Igreja abacial de Saint-Gildas-de-Rhuys;
- Leonor (1248), morta jovem, seu corpo sepultado em Saint-Gildas-de-Rhuys;
- Nicolau (8 de maio de 1249 - 14 de agosto de 1251), cujo corpo foi sepultado em Saint-Gildas-de-Rhuys;
- Roberto (6 de março de 1250 - 10 de fevereiro de 1259), cujo corpo foi sepultado na igreja do convento dos Frades Menores Conventuais, em Nantes.

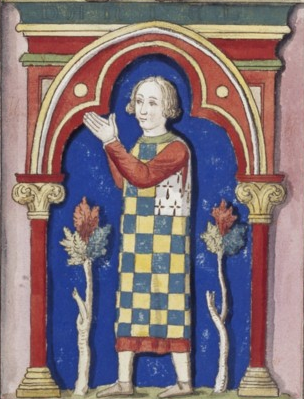
Representação do vitral de João I na Igreja de Nossa Senhora de Chartres
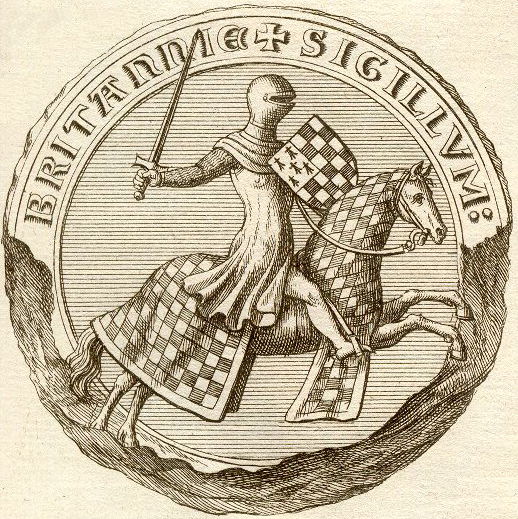
Sinete de João I
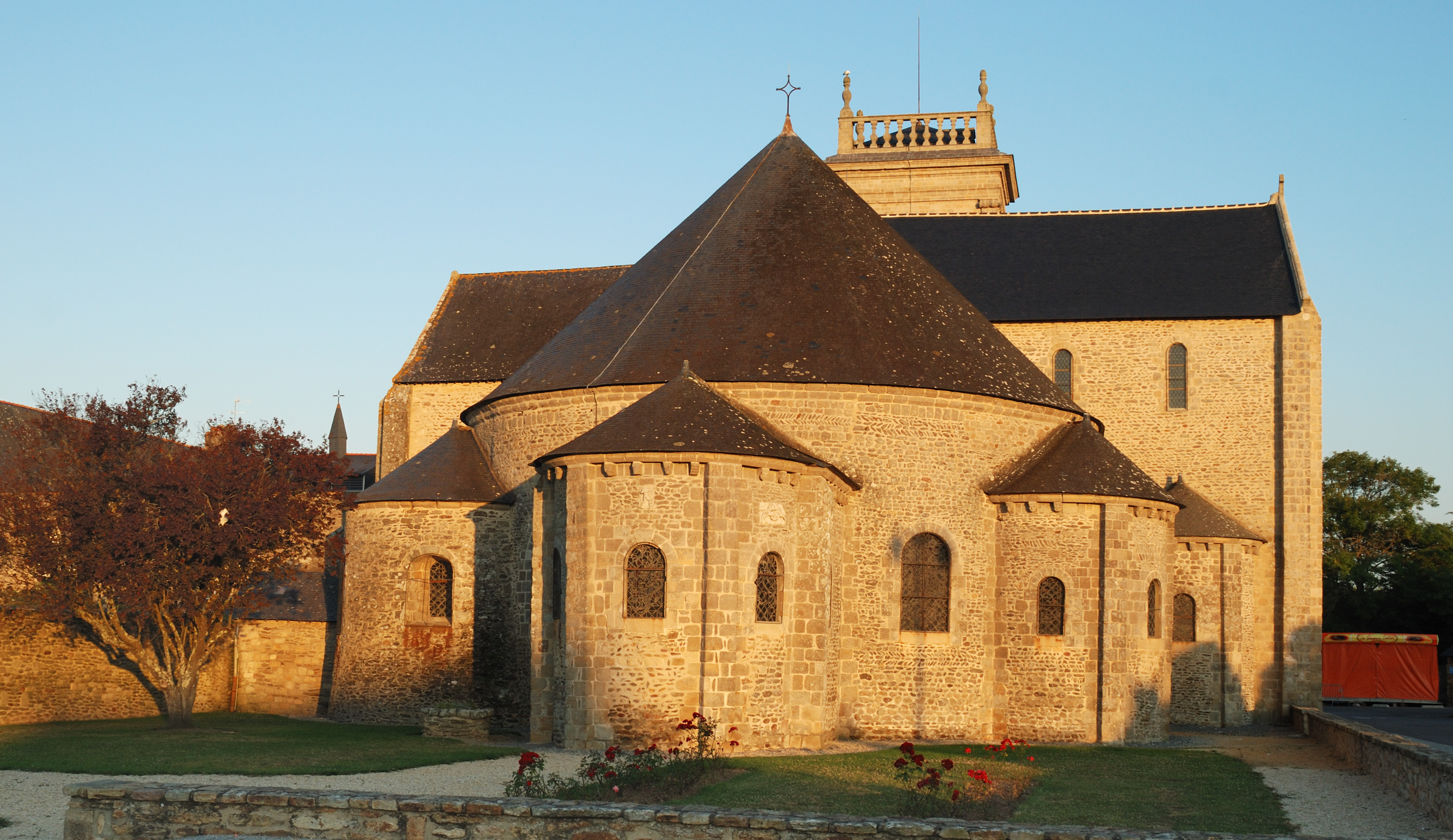
Igreja abacial de Saint-Gildas-de-Rhuys, local de descanso de quatro filhos de João I: Teobaldo I, Teobaldo II, Leonor e Nicolau.
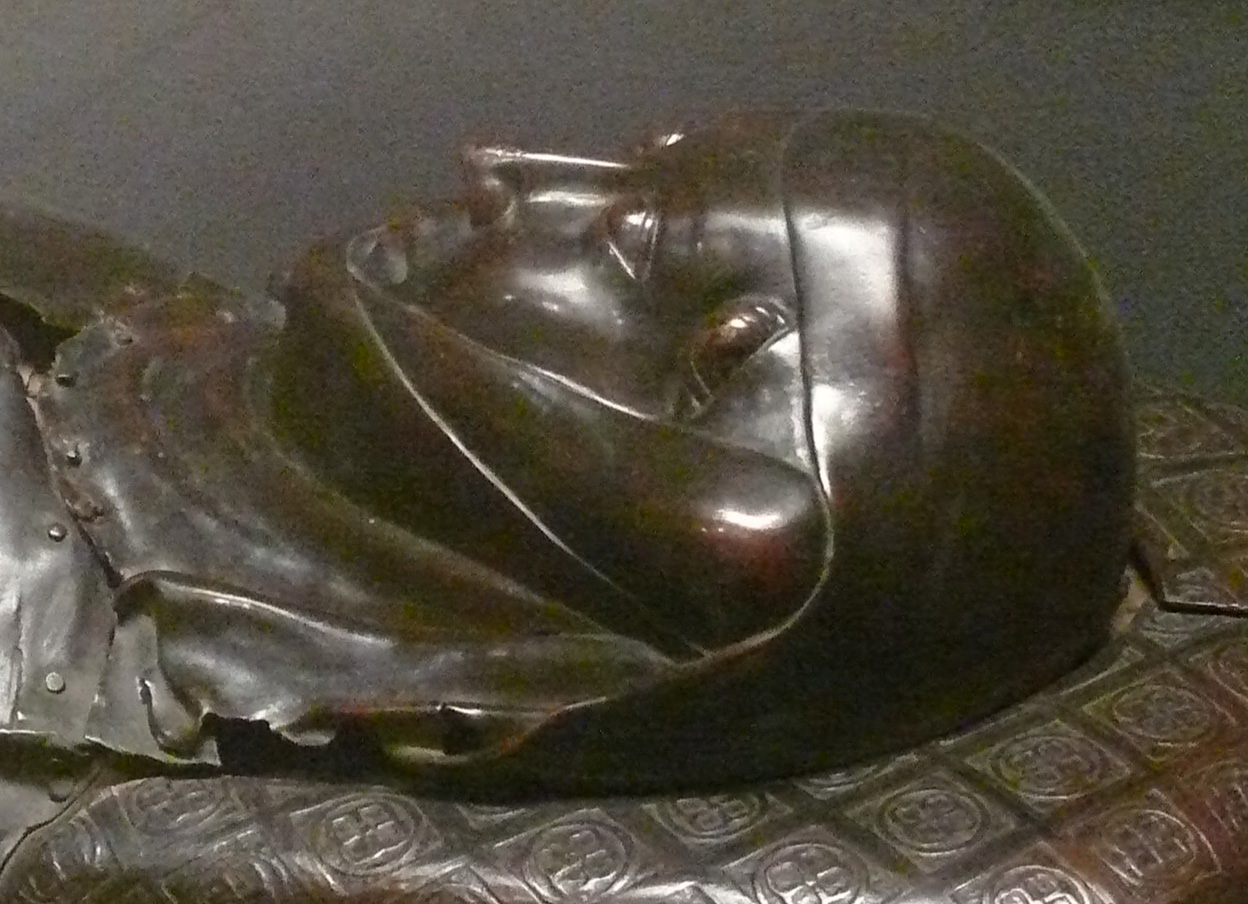
Túmulo de Branca de Navarra na Abadia da Glória, próxima a Hennebont.